# Isztambuli Kongresszusi Központ
Az Isztambuli Kongresszusi Központ (röviden ICC, törökül İstanbul Kongre Merkezi) egy kongresszusi központ Isztambul Şişli városrészének Harbiye negyedében. 2009. október 17-én nyílt meg, tulajdonosa az isztambuli önkormányzat.
A kongresszusi központ a Harbiye Muhsin Ertuğrul Színház szomszédságában álló többszintes épület, melyet azért építettek, hogy helyszínként szolgáljon az IMF és a Világbank éves találkozójának. Az épület földszintjén előcsarnok található, ez alatt öt föld alatti szinten számos, különböző méretű konferenciaterem, a két legalsó szinten pedig autóparkolók.

## Termek
Az első alagsori szinten, a B1-en hét konferenciaterem található, melyek területe összesen 509 m², és 488 ülőhely található bennük. A legnagyobb terem, a Harbiye Hall, amelynek területe 3028 m², befogadóképessége pedig 2192–3705 fő, három szintet foglal el, bejárata a B2 szinten található. A B2 szinten ezen kívül még nyolc különböző méretű terem található, méretük 87 és 1300 m², befogadóképességük pedig 104 és 1404 fő közötti. Ezek közül a termek közül négyet elválasztópanelekkel két-három kisebb teremre lehet osztani. A B3 szinten összesen 90 kisebb terem található, méretük 20 és 100 m² közti. A B4 és B5 szinteken kiállítótermek találhatóak, kettőnek a területe 4278 m² és 5753 m², ezek belmagassága 4 méter, a legnagyobbnak pedig területe 6065 m², belmagassága 7.2 m.
A B6 és B7 szinteken található parkolókban összesen 850 autó fér el. A kongresszusi központot folyosó köti össze az Isztambuli Lütfi Kırdar Nemzetközi Kongresszusi és Kiállítóközponttal, amely a forgalom elől lezárt utca túloldalán áll.
9609 m²-es nyitott terasza a Boszporuszra nyújt kilátást, és szintén bérelhető rendezvényekhez.

## Jelentős rendezvények
- 2009 Az IMF és a Világbank éves gyűlése[1]
- 2013 Törökországi Innováció Hete[6]
- 2014 Gyermekgyógyászati Intenzív és Kritikus Kezelések 7. Világkongresszusa[7]
- 2015 ABU TV-s Dalfesztivál
- 2015 ACI AIRPORT EXCHANGE, házigazda: İGA Havalimanı İşletmesi A.Ş[8]

## Fordítás
- Ez a szócikk részben vagy egészben  az   Istanbul Congress Centre című angol Wikipédia-szócikk ezen változatának fordításán alapul.  Az eredeti cikk szerkesztőit annak laptörténete sorolja fel. Ez a jelzés csupán a megfogalmazás eredetét és a szerzői jogokat jelzi, nem szolgál a cikkben szereplő információk forrásmegjelöléseként.

## Külső hivatkozások
- Hivatalos oldal